# Dominic Ball
Dominic Ball (* 2. August 1995 in Welwyn Garden City) ist ein englisch-nordirischer Fußballspieler, der zuletzt bei Ipswich Town unter Vertrag stand. Er ist hauptsächlich als Innenverteidiger im Einsatz, kann aber auch als defensiver Mittelfeldspieler oder Außenverteidiger spielen.

## Karriere

### Verein
Dominic Ball wurde in Welwyn Garden City, 35 Kilometer nördlich von London geboren. In seiner Jugend spielte er bei den Londoner Vereinen FC Watford und Tottenham Hotspur. Die Spurs liehen Ball von Januar bis April 2015 an den englischen Viertligisten Cambridge United aus. Für den Verein absolvierte er elf Ligaspiele in der Rückrunde der Saison 2014/15. Im August 2015 wurde er für die Saison 2015/16 an den schottischen Zweitligisten Glasgow Rangers verliehen. Mit den Rangers gelang ihm als Meister der Aufstieg in die Premiership. Im April 2016 gewann er zudem den Challenge Cup im Finale gegen den FC Peterhead. Im August 2016 nahm ihn Rotherham United unter Vertrag. Nachdem er bis zum Dezember 13 Ligaspiele bestritten hatte, wurde er von Januar bis Februar 2017 an Peterborough United verliehen. Von August 2017 bis Mai 2019 war er an den FC Aberdeen verliehen. Im Juli 2019 wechselte er zu den Queens Park Rangers in die zweite englische Liga.
Nach drei Spielzeiten bei QPR wechselte Ball Anfang Juni 2022 zum Drittligisten Ipswich Town und unterzeichnete einen Zweijahresvertrag.

### Nationalmannschaft
Dominic Ball spielte bis zum Jahr 2013 in den Auswahlmannschaften von Nordirland. Im Jahr 2014 wechselte Ball zum englischen Verband und absolvierte dabei Spiele in den Nachwuchsmannschaften der U-19 und U-20.